# Easytrieve
Easytrieve ist eine Programmiersprache, die speziell zur Nutzung als Reportgenerator entwickelt wurde. Ziel der Entwicklung war es, mit einfachen Mitteln schnell Berichte oder Listen für interne Zwecke zu erzeugen; Zielkunden waren ursprünglich mittlere oder große Unternehmen mit IBM-Großrechnern.
Die Sprache wurde mit ihrer Anlehnung sowohl an Elemente aus Cobol als auch an Umgangsenglisch einfach und nicht-technisch aufgebaut. Sie sollte so auch für Nicht-Programmierer schnell erlernbar sein.  

## Geschichte
Easytrieve wurde 1970 von Pansophic Systems, Inc. auf den Markt gebracht, nachdem im Jahr zuvor der Entwickler Joseph A. Piscopo ebendiese Firma gegründet hatte. In der ersten Version war Easytrieve als reiner Reportgenerator für sequentielle Dateien gedacht, doch bereits in der zweiten Version werden auch die Datenbanken  IMS-DB und Adabas unterstützt.
Ab 1973 tritt Pansophic als Alleinvertreter für Nordamerika auf und vergibt Vertriebslizenzen an Partner in aller Welt. In Deutschland ist dies  Roland Berger & Partner. In 1976 folgt die softwareseitige Unterstützung der Datenbank TOTAL, mit der Gründung von Pansophic Systems GmbH wird sowohl der europäische Vertrieb als auch die Weiterentwicklung in die Hände des deutschen Tochterunternehmens gelegt.
Innerhalb kürzester Zeit folgt die Herausgabe verschiedener Releases. Die wichtigste Änderung ist hier bei Version 6.5 der Wegfall einer Beschränkung auf die Anzahl der Eingabedateien sowie ein Syntax-Checker.
1979 folgt die Portierung des bis dahin nur für IBM-Systeme erhältlichen Easytrieve auf Siemens-Großrechner, in 1987 auch für PC.
1991 übernimmt CA Technologies Pansophic Systems GmbH. Es folgen als größere Änderungen noch eine eingeschränkte DB2-Unterstützung sowie eine Jahr-2000-Anpassung.

## Sprachsyntax

### Environment Definition
In diesem (optionalen) Bereich können verschiedene Werte definiert werden, mit denen dann die entsprechenden Werte aus der Installation von Easytrieve überschrieben werden.

### Library Definition
In diesem (theoretisch optionalen) Bereich werden alle Dateien sowie alle Felder aus diesen Dateien angegeben, die verarbeitet werden sollen.

### Activity Definition
In diesem erforderlichen Bereich werden die geforderten Aktionen durchgeführt, um die gewünschte(n) Liste(n) zu erzeugen. Er besteht aus SORT- und JOB-Aktivitäten, deren Anzahl oder Reihenfolge nicht beschränkt ist.

### Beispiel
```
FILE PERSNL FB(150 1800)           } LIBRARY DEFINITION
    NAME  17 8 A 
    PERSNR 9 5 N
    ABTL  98 3 N
    SUMME 94 4 P 2
JOB INPUT PERSNL NAME SUM-PERS     } ACTIVITY DEFINITION
  PRINT PAYRPT
  REPORT PAYRPT LINESIZE 80
  TITLE 01 'PERSONALREPORT BEISPIEL1'
  LINE 01 ABTL NAME PERSNR SUMME

```

## Easytrieve heute
CA Technologies entwickelt Easytrieve weiter, momentan ist Version 11.6 verfügbar. Easytrieve ist zudem Bestandteil der "CA Recommended Service for z/OS", so dass eine Einstellung von Vertrieb oder Entwicklung derzeit unwahrscheinlich erscheinen (Stand: 05/2013).
CA hat Easytrieve+ seit der Version 11.6 nicht weiterentwickelt und es scheint seitens CA keinerlei Bestrebungen zu geben, den Umfang zu erweitern.
(Stand: 12/2018)